# Persone di cognome Ferri
| Questa pagina contiene informazioni ricavate automaticamente dalle voci biografiche con l'ausilio del template Bio e di un bot. L'aggiornamento è periodico e automatico e ricostruisce completamente la pagina. Se manca una persona in questa lista, sei pregato di non aggiungerla, ma accertati piuttosto che la sua voce biografica contenga il template Bio e che i dati anagrafici siano correttamente compilati. Se il template Bio manca, inseriscilo tu stesso o, in alternativa, metti l'avviso {{tmp\|Bio}} che ne segnala la mancanza. Se i dati riportati sono sbagliati, correggi direttamente la voce biografica; le modifiche saranno visibili in questa lista entro pochi giorni. Per chiarimenti vedi il progetto antroponimi. La lista contiene solo le 73 persone che sono citate nell'enciclopedia e per le quali è stato implementato correttamente il template Bio. Pagina aggiornata al 7 ago 2025. |

Questa è una lista di persone presenti nell'enciclopedia che hanno il cognome Ferri, suddivise per attività principale.

## Allenatori di calcio(3)
- Giacomo Ferri, allenatore di calcio e ex calciatore italiano (Crema, n. 1959)
- Michele Ferri, allenatore di calcio e ex calciatore italiano (Busto Arsizio, n. 1981)
- Piero Ferri, allenatore di calcio e calciatore italiano (Castel San Giovanni, n. 1935 - Castel San Giovanni, † 2016)

## Apneisti(1)
- Vincenzo Ferri, apneista italiano (Napoli, n. 1984)

## Archeologi(1)
- Silvio Ferri, archeologo italiano (Lucca, n. 1890 - Pisa, † 1978)

## Architetti(2)
- Antonio Maria Ferri, architetto italiano (Firenze, n. 1651 - Firenze, † 1716)
- Domenico Ferri, architetto e scenografo italiano (Selva Malvezzi, n. 1795 - Torino, † 1878)

## Artisti(1)
- Dado, artista italiano (Bologna, n. 1975)

## Attivisti(1)
- Vittorio Ferri, attivista italiano (n. 1929 - Pisa, † 1948)

## Attori(2)
- Fabio Ferri, attore, ballerino e personaggio televisivo italiano (Bari, n. 1970)
- Riccardo Ferri, attore italiano

## Attrici(1)
- Irene Ferri, attrice e conduttrice televisiva italiana (Roma, n. 1972)

## Baritoni(1)
- Gaetano Ferri, baritono italiano (Parma, n. 1818 - Parigi, † 1881)

## Calciatori(6)
- Alessandro Ferri, calciatore italiano (Roma, n. 1921 - Roma, † 2003)
- Fabio Ferri, ex calciatore italiano (Fano, n. 1959)
- Jean-Michel Ferri, ex calciatore francese (Lione, n. 1969)
- Jordan Ferri, calciatore francese (Cavaillon, n. 1992)
- Luca Ferri, ex calciatore italiano (Roma, n. 1980)
- Patrice Ferri, ex calciatore francese (Lione, n. 1963)

## Cantanti(1)
- Lion D, cantante italiano (Londra, n. 1982)

## Cantautori(1)
- Roberto Ferri, cantautore, paroliere e scrittore italiano (Bologna, n. 1947 - Bologna, † 2022)

## Cantautrici(1)
- Gabriella Ferri, cantautrice, cabarettista e attrice italiana (Roma, n. 1942 - Corchiano, † 2004)

## Compositori(1)
- Costantino Ferri, compositore e direttore d'orchestra italiano (Caprarola, n. 1894 - Roma, † 1960)

## Criminologi(1)
- Enrico Ferri, criminologo, politico e giornalista italiano (San Benedetto Po, n. 1856 - Roma, † 1929)

## Danzatrici(2)
- Alessandra Ferri, ballerina italiana (Milano, n. 1963)
- Olga Ferri, ballerina argentina (Buenos Aires, n. 1928 - Buenos Aires, † 2012)

## Dirigenti sportivi(1)
- Riccardo Ferri, dirigente sportivo, allenatore di calcio e ex calciatore italiano (Crema, n. 1963)

## Filosofi(1)
- Luigi Ferri, filosofo italiano (Bologna, n. 1826 - Roma, † 1895)

## Fumettisti(2)
- Gallieno Ferri, fumettista italiano (Genova, n. 1929 - Genova, † 2016)
- Jean-Yves Ferri, fumettista francese (Mostaganem, n. 1959)

## Giornaliste(1)
- Edgarda Ferri, giornalista, scrittrice e biografa italiana (Mantova, n. 1934)

## Giuristi(2)
- Giuseppe Ferri, giurista italiano (Norcia, n. 1908 - Roma, † 1988)
- Luigi Ferri, giurista italiano (Crespellano, n. 1914 - Bologna, † 2008)

## Imprenditori(1)
- Gilberto Ferri, imprenditore italiano (Pescara, n. 1920 - Pescara, † 2011)

## Ingegneri(1)
- Antonio Ferri, ingegnere italiano (Norcia, n. 1912 - Long Island, † 1975)

## Latinisti(1)
- Rolando Ferri, latinista e filologo classico italiano (n. 1968)

## Medici(1)
- Alfonso Ferri, medico italiano (Napoli - † 1595)

## Militari(2)
- Fernando Ferri, militare italiano (Palermo, n. 1916 - Bubesi quota 715, † 1941)
- Guglielmo Ferri, militare e politico italiano (Firenze, n. 1907 - Bussolengo, † 1970)

## Musiciste(1)
- Renata Ferri, musicista italiana (Milano, n. 1944)

## Paracadutiste(1)
- Mascia Ferri, paracadutista italiana (Roma, n. 1968)

## Partigiani(2)
- Erivo Ferri, partigiano e politico italiano (Urbino, n. 1901 - Pesaro, † 1960)
- Franco Ferri, partigiano e politico italiano (Roma, n. 1922 - Roma, † 1993)

## Piloti motociclistici(1)
- Romolo Ferri, pilota motociclistico italiano (Milano, n. 1928 - Trento, † 2015)

## Pittori(6)
- Ciro Ferri, pittore italiano (Roma, n. 1634 - Roma, † 1689)
- Domenico Ferri, pittore italiano (Castel di Lama, n. 1857 - Bologna, † 1940)
- Gaetano Ferri, pittore e architetto italiano (Bologna, n. 1822 - Oneglia, † 1896)
- Gaetano Ferri, pittore italiano
- Gesualdo Francesco Ferri, pittore italiano (San Miniato, n. 1728 - Firenze, † 1799)
- Roberto Ferri, pittore italiano (Taranto, n. 1978)

## Pittrici(1)
- Rina Ferri, pittrice e scultrice italiana (Campagnola Emilia, n. 1924 - Reggio Emilia, † 2006)

## Poetesse(1)
- Dina Ferri, poetessa italiana (Radicondoli, n. 1908 - Siena, † 1930)

## Politici(9)
- Angelo Ferri, politico italiano (Grosseto, n. 1815 - Strada in Casentino, † 1874)
- Cosimo Ferri, politico e magistrato italiano (Pontremoli, n. 1971)
- Enrico Ferri, politico e magistrato italiano (La Spezia, n. 1942 - Pontremoli, † 2020)
- Ferdinando Ferri, politico italiano (Napoli, n. 1767 - Napoli, † 1857)
- Giacomo Ferri, politico italiano (San Felice sul Panaro, n. 1860 - San Felice sul Panaro, † 1930)
- Giancarlo Ferri, politico italiano (Bologna, n. 1929 - † 2014)
- Leopoldo Ferri, politico italiano (Padova, n. 1877 - Torreglia, † 1937)
- Mario Ferri, politico italiano (Grosseto, n. 1927 - Grosseto, † 1978)
- Mauro Ferri, politico e avvocato italiano (Roma, n. 1920 - Roma, † 2015)

## Presbiteri(1)
- Girolamo Ferri, presbitero e filologo italiano (Longiano, n. 1713 - Ferrara, † 1786)

## Produttrici cinematografiche(1)
- Elda Ferri, produttrice cinematografica italiana (Bologna, n. 1937)

## Registe(1)
- Margherita Ferri, regista e sceneggiatrice italiana (Castel San Pietro Terme, n. 1984)

## Scenografi(1)
- Augusto Ferri, scenografo e pittore italiano (Bologna, n. 1829 - Pesaro, † 1895)

## Scrittori(1)
- Giustino Ferri, scrittore e giornalista italiano (Picinisco, n. 1856 - Roma, † 1913)

## Scrittrici(1)
- Linda Ferri, scrittrice e sceneggiatrice italiana (Roma, n. 1957)

## Scultori(1)
- Lorenzo Ferri, scultore e educatore italiano (Mercato Saraceno, n. 1902 - Roma, † 1975)

## Storici dell'arte(1)
- Pasquale Nerino Ferri, storico dell'arte italiano (Fermo, n. 1851 - Firenze, † 1917)

## Vescovi cattolici(1)
- Luigi Ferri, vescovo cattolico italiano (Fano, n. 1868 - Fano, † 1952)

## Senza attività specificata(3)
- Baldassarre Ferri, cantante castrato italiano (Marsciano, n. 1610 - Perugia, † 1680)
- Lambert Ferri, francese
- Luigi Ferri, superstite dell'Olocausto italiano (Milano, n. 1932 - Roma, † 2024)